# Religioni in Madagascar
Sulle religioni in Madagascar non sono disponibili dati ufficiali recenti. Il censimento del 1993 ha evidenziato in Madagascar che la maggioranza della popolazione (circa il 52%) segue le religioni africane tradizionali; il cristianesimo è seguito dal 41% della popolazione e l'islam dal rimanente 7%.  Il censimento del 2009 non è stato effettuato per l'instabilità politica esistente nel Paese, per cui molte stime tendono ad estrapolare i dati del 1993, dando le religioni africane al 50%, il cristianesimo al 41%, l'islam al 7% e il 2% ad altre religioni. Stime effettuate da alcune organizzazioni danno risultati assai differenti. Secondo stime del Pew Research Center riferite al 2010, i cristiani rappresenterebbero circa l'85% della popolazione; le religioni africane tradizionali sarebbero seguite da circa il 4,5% della popolazione, l'islam da circa il 3% della popolazione, lo 0,5% della popolazione seguirebbe altre religioni e il 7% circa della popolazione non seguirebbe alcuna religione. Secondo stime dell'Association of Religion Data Archives (ARDA) riferite al 2015, i cristiani rappresenterebbero il 54% circa della popolazione; le religioni africane tradizionali sarebbero seguite da circa il 39% della popolazione, i musulmani rappresenterebbero circa il 2% della popolazione, lo 0,5% circa della popolazione non seguirebbe alcuna religione e la restante parte della popolazione seguirebbe altre religioni. È comunque possibile, come avviene in altri stati dell’Africa, che una parte dei cristiani e dei musulmani segua contemporaneamente alcune pratiche e credenze animiste delle religioni africane tradizionali. 
La costituzione del Madagascar riconosce la libertà religiosa, che può essere limitata solo per salvaguardare l'ordine pubblico e la sicurezza nazionale. Le organizzazioni religiose devono registrarsi, in modo da avere il riconoscimento legale per potere operare. Se la richiesta di registrazione non viene accettata, l'organizzazione può registrarsi come associazione semplice: questa categoria di associazioni non può accettare donazioni o tenere servizi religiosi, ma può gestire vari tipi di comunità e portare avanti alcuni tipi di servizi sociali. Nelle scuole pubbliche non è previsto l'insegnamento della religione, ma è consentito nelle scuole private.

## Religioni presenti

### Cristianesimo
Secondo stime estrapolate dall'ultimo censimento, la maggioranza dei cristiani malgasci sono protestanti e rappresentano circa il 25% della popolazione, mentre i cattolici rappresentano circa il 16% della popolazione; vi sono inoltre piccoli gruppi di ortodossi e di cristiani di altre denominazioni.
I tre più grandi gruppi protestanti presenti in Madagascar sono gli anglicani, i luterani e i presbiteriani; sono inoltre presenti i battisti, gli avventisti del settimo giorno e un discreto numero di denominazioni protestanti locali di tendenza evangelicale.
La Chiesa cattolica è presente in Madagascar con 5 sedi metropolitane e 17 diocesi suffraganee.
La Chiesa ortodossa è presente in Madagascar con la Metropolia di Antananarivo del Patriarcato greco-ortodosso di Alessandria. 
Fra i cristiani di altre denominazioni, sono presenti la Chiesa di Gesù Cristo dei Santi degli Ultimi Giorni (i Mormoni) e i Testimoni di Geova.

### Islam
I musulmani malgasci sono in maggioranza sunniti, con minoranze di sciiti e ahmadiyya. I musulmani sono presenti soprattutto nelle aree costiere nordoccidentali. Esponenti islamici rilevano che il numero dei musulmani malgasci è aumentato per effetto dell'immigrazione da altri Paesi e sostengono che i musulmani rappresentano attualmente il 15% della popolazione.

### Religioni africane
In Madagascar la religione tradizionale è centrata sulla venerazione di un Dio supremo chiamato Zanahari o Andriamanitra e degli spiriti degli antenati, che fungono da intermediari tra i loro discendenti e il Dio supremo. I culti animisti tradizionali, che tendono a essere centrati attorno all'idea del legame con i defunti, sono seguiti soprattutto dalle etnie merina e betsileo, che per venerare gli antenati tengono cerimonie periodiche. Tali cerimonie comprendono una pratica di "risepoltura" detta famadihana, in cui i resti dei defunti vengono tolti dalle tombe, avvolti in nuovi sudari, e poi riposti nei loro sepolcri dopo un certo periodo di festeggiamenti cerimoniali.

### Altre religioni
In Madagascar sono presenti piccoli gruppi di ebrei, bahai, induisti e buddhisti.